# Национальный мексиканский устав
Национальный мексиканский устав является масонским уставом основанным в Мексике в 1834 году.

## Управление уставом
Устав регулируется двумя организациями — великим востоком и национальной великой ложей. Великий восток состоит из всех членов, которые могут состоять во всех девяти градусах, и который является высшим органом в вопросах доктрины и ритуала. Национальная великая ложа ответственна за управление.

## Градусы устава
Устав состоит из ещё шести дополнительных градусов, в которые можно пройти посвящение после обязательных градусов ученика, подмастерья и мастера-масона.
1. Ученик
2. Подмастерье
3. Мастер-масон
4. Принятый мастер
5. Рыцарь тайны
6. Рыцарь мексиканского орла
7. Совершенный архитектор
8. Великий судья
9. Великий генеральный инспектор

Ритуалы устава были в значительной степени адаптированы из Древнего и принятого шотландского устава.